# Liste der Baudenkmale in Schnega
In der Liste der Baudenkmale in Schnega sind alle Baudenkmale der niedersächsischen Gemeinde Schnega aufgelistet. Die Quelle der ID und der Beschreibungen ist der Denkmalatlas Niedersachsen. Der Stand der Liste ist der 26. Oktober 2021.

## Allgemein
In den Spalten befinden sich folgende Informationen:
- Lage: die Adresse des Baudenkmales und die geographischen Koordinaten. Kartenansicht, um Koordinaten zu setzen. In der Kartenansicht sind Baudenkmale ohne Koordinaten mit einem roten Marker dargestellt und können in der Karte gesetzt werden. Baudenkmale ohne Bild sind mit einem blauen Marker gekennzeichnet, Baudenkmale mit Bild mit einem grünen Marker.
- Bezeichnung: Bezeichnung des Baudenkmales
- Beschreibung: die Beschreibung des Baudenkmales. Unter § 3 Abs. 2 NDSchG werden Einzeldenkmale und unter § 3 Abs. 3 NDSchG Gruppen baulicher Anlagen und deren Bestandteile ausgewiesen.
- ID: die Objekt-ID des Baudenkmales
- Bild: ein Bild des Baudenkmales, ggf. zusätzlich mit einem Link zu weiteren Fotos des Baudenkmals im Medienarchiv Wikimedia Commons. Wenn man auf das Kamerasymbol klickt, können Fotos zu Baudenkmalen aus dieser Liste hochgeladen werden:

## Schnega

### Gruppe baulicher Anlagen in Schnega
| Lage                                        | Bezeichnung                         | Beschreibung | ID       | Bild           |
| ------------------------------------------- | ----------------------------------- | --- | -------- | -------------- |
| Ortsmitte 52° 53′ 32″ N, 10° 53′ 34″ O      | Kirche mit Kirchhof und Einfriedung | Die St. Michaeliskirche steht auf dem erhöht liegenden Kirchhof, der durch eine Einfriedungsmauer gestützt und begrenzt wird. | 30828707 | Weitere Bilder |
| Am Markt 6 52° 53′ 32″ N, 10° 53′ 34″ O     | Hofanlage                           | Die Hofanlage Am Markt 6 in Schnega besteht aus einem Wohnhaus und einem Stallgebäude des 19. Jahrhunderts sowie einem Atelier von 1936/37. Der Hof mit Atelier gehörte dem Maler Hugo Körtzinger. | 30828813 | BW             |
| Lange Straße 5 52° 53′ 32″ N, 10° 53′ 34″ O | Rittergut Schnega                   | Das ehemalige Rittergut Schnega besteht aus dem Herrenhaus, zwei Wohnhäusern und einem Torturm. Bis ins 19. Jahrhundert hinein war das Rittergut der alleinige Kern von Schnega, dessen Ursprünge bis ins 13. Jahrhundert zurückreichen. Ein erstes Schloss wurde 1328 erstmals erwähnt; hiervon zeugt der als "Schnegaer Zwinger" benannte Torturm des Gutes. Das heutige Herrenhaus stammt aus dem ausgehenden 19. Jahrhundert. Zum Gutshof gehören ein weitläufiger Park mit Wassergraben im Osten und ein großer Wirtschaftshof mit verschiedenen Nebengebäuden im Westen. | 30828718 | BW             |

### Einzeldenkmal in Schnega
| Lage                                         | Bezeichnung                 | Beschreibung | ID       | Bild           |
| -------------------------------------------- | --------------------------- | --- | -------- | -------------- |
| Ortsmitte 52° 53′ 31″ N, 10° 53′ 34″ O       | Kirche                      | Die St.-Michaelis-Kirche Schnega ist eine dreischiffige Hallenkirche in Backsteinmauerwerk; polygonaler Backsteinchor vom Vorgängerbau des 14. Jahrhunderts; quadratischer Westturm, im Sockelbereich Granitblöcke des 15. Jahrhunderts; 1912–13 neu von Architekt Alfred Sasse errichtet mit je drei Staffelgiebeln an den Längsseiten des Kirchenschiffes sowie entsprechenden Satteldächern; alle Dächer in roter Hohlpfannendeckung, polygonal abgewalmtes Dach über dem Chor; Turm unter Pyramidendach mit Blechbehang. Teilweise aus dem Vorgängerbau überkommenes Inventar, Kanzel, Emporen und flache Decke von 1913. | 30880547 | Weitere Bilder |
| Ortsmitte 52° 53′ 31″ N, 10° 53′ 34″ O       | Kirchhof                    | Der Kirchhof in Ortsmitte liegt erhöht und um die Kirche herum. Er wird von einer Einfriedungsmauer umgeben. | 30880547 | BW             |
| Am Markt 2 52° 53′ 31″ N, 10° 53′ 27″ O      | Wohnhaus                    | Eingeschossiger Fachwerkbau mit Backsteinausfachung, unter Walmdach in Hohlpfannendeckung. Errichtet 1738 (i). | 30880705 | BW             |
| Am Markt 6 52° 53′ 31″ N, 10° 53′ 23″ O      | Wohnhaus                    | Eingeschossiger Fachwerkbau mit Backsteinausfachung, unter Halbwalmdach in Schieferdeckung; dreiachsiges Zwerchhaus mittig in der straßenseitigen Dachfläche. Errichtet um 1840. Im Innern zeitgenössische Kachelöfen und Zubehör erhalten. | 30880684 |                |
| Am Markt 6 52° 53′ 31″ N, 10° 53′ 24″ O      | Atelier Körtzinger          | Eingeschossiger Bau in Backsteinmauerwerk und unter steilem Satteldach in Hohlpfannendeckung; . Mit kleinem eingeschossigen Fachwerkanbau unter Satteldach. Im Innern eine Orgel. Errichtet 1936/37 als Atelier des Malers Hugo Körtzinger (1892–1967). | 30880663 |                |
| Am Markt 6 52° 53′ 30″ N, 10° 53′ 22″ O      | Stall                       | Eingeschossiger langgestreckter Fachwerkbau unter ziegelgedecktem Satteldach. Zur Straße großes Einfahrtstor. Errichtet in der zweiten Hälfte des 19. Jahrhunderts. | 38714491 |                |
| Lange Straße 5 52° 53′ 30″ N, 10° 53′ 42″ O  | Herrenhaus des Gutes        | Das Herrenhaus von Gut Schnega ist ein zweigeschossiger Massivbau über rechteckigem Grundriss aus gelben Hartbrandsteinen; flach geneigtes Walmdach in Schieferdeckung; dreiachsiger Mittelrisalit mit Hauseingang, die Symmetrieachse betonend. Sparsame Schmuckformen in Backsteinsetzung (Eckpilaster, rundbogige Tür- und Fensterlaibungen sowie Kranzgesims). Kleine Anbauten an beiden Stirnseiten. Errichtet 1851 (a) durch Christian Grote. | 30880568 |                |
| Lange Straße 5a 52° 53′ 30″ N, 10° 53′ 34″ O | Wohnhaus                    | Eingeschossiger Fachwerkbau mit Backsteinausfachung; unter Halbwalmdach in Ziegeldeckung. Errichtet 1735 (i). | 30880627 |                |
| Lange Straße 5b 52° 53′ 30″ N, 10° 53′ 36″ O | Wohnhaus                    | Eingeschossiger Fachwerkbau mit Backsteinausfachung unter Halbwalmdach mit roter Hohlpfannendeckung. Errichtet Ende des 19. Jahrhunderts. | 30880627 |                |
| Lange Straße 5e 52° 53′ 31″ N, 10° 53′ 38″ O | Zwinger, ehemaliger Torturm | Zweigeschossiger Bau über quadratischem Grundriss; Erdgeschoss in Bruchsteinmauerwerk in unregelmäßigen Lagen; Obergeschoss in Fachwerk mit Backsteinausfachung; unter Pyramidendach in roter Hohlpfannendeckung; darüber Laterne unter Zwiebeldach in Schindeldeckung. Der als "Schnegaer Zwinger" bezeichnete Torturm ist der letzte Überrest einer ehemaligen Wasserburg des 14. Jahrhunderts, erneuert wurde er im 18. Jahrhundert. | 30880607 |                |
| Lange Straße 7 52° 53′ 28″ N, 10° 53′ 34″ O  | Wassermühle                 | Zweigeschossiger Fachwerkbau mit Backsteinausfachung, unter Halbwalmdach in roter Hohlpfannendeckung; zweiachsiges Zwerchhaus mittig in der straßenseitigen Dachfläche; eingeschossiger Anbau unter Pultdach am Nordgiebel. Errichtet in der Mitte des 19. Jahrhunderts. | 30880589 |                |
| Schulstraße 52° 53′ 24″ N, 10° 53′ 38″ O     | Schafstall                  | Gestreckter Massivbau aus bearbeiteten Findlingen mit ebensolcher Eckverquaderung; Giebeltrapeze in Fachwerk mit Backsteinausfachung; Halbwalmdach in roter Hohlpfannendeckung; zwei Schleppgauben in der südlichen Dachfläche; mittige Längsdurchfahrt. Errichtet Ende des 18. Jahrhunderts. | 30880414 |                |

### Ehem. Baudenkmal in Schnega
| Lage                                        | Bezeichnung                     | Beschreibung | ID | Bild |
| ------------------------------------------- | ------------------------------- | ------------ | -- | ---- |
| Lange Straße 2 52° 53′ 39″ N, 10° 53′ 40″ O | Wohnhaus auf dem Wirtschaftshof |              |    | BW   |

## Billerbeck

### Einzeldenkmal in Billerbeck
| Lage                               | Bezeichnung             | Beschreibung | ID       | Bild |
| ---------------------------------- | ----------------------- | --- | -------- | ---- |
| Nr. 8 52° 52′ 24″ N, 10° 52′ 24″ O | Wohn-Wirtschaftsgebäude | Frei stehendes, giebelständiges Vierständerhaus westlich der Dorfstraße in sichtbarem Backsteinmauerwerk; Gitterfachwerkgiebel; Satteldach in Hohlpfannendeckung; Halbwalm mit Uhlenloch am Wohngiebel; nördliche Traufwand in Backsteinmauerwerk erneuert. Inschriftlich nach dem Brand von 1794 errichtet. | 30881139 | BW   |

## Gielau

### Einzeldenkmal in Gielau
| Lage                              | Bezeichnung | Beschreibung | ID       | Bild |
| --------------------------------- | ----------- | --- | -------- | ---- |
| Nr. 7 52° 51′ 33″ N, 10° 51′ 2″ O | Schafstall  | Eingeschossiger Massivbau aus grob behauenen Feldsteinen und unter Satteldach in Hohlpfannendeckung; Hofseitiger Halbwalm, straßenseitig Steilgiebel. Hier mittiges Tor. Giebeltrapez in sichtbarem Backsteinmauerwerk. Errichtet Mitte des 18. Jahrhunderts. Lediglich zwei weitere derartige Ställe in Schnega und Korvin sind für das Gebiet erhalten. | 30881121 | BW   |

## Gledeberg

### Einzeldenkmal in Gledeberg
| Lage                                | Bezeichnung             | Beschreibung | ID       | Bild |
| ----------------------------------- | ----------------------- | --- | -------- | ---- |
| Nr. 10 52° 52′ 53″ N, 10° 51′ 34″ O | Wohn-Wirtschaftsgebäude | Vierständerhaus in sichtbarem Backsteinmauerwerk unter Satteldach in Hohlpfannendeckung. Giebel in Gitterfachwerk, Giebelpfahl. Errichtet 1832, inschriftlich überliefert. | 30881103 | BW   |

## Göhr

### Gruppe baulicher Anlagen in Göhr
| Lage                               | Bezeichnung | Beschreibung | ID       | Bild |
| ---------------------------------- | ----------- | --- | -------- | ---- |
| Nr. 2 52° 53′ 58″ N, 10° 52′ 37″ O | Hofanlage   | Göhr war ursprünglich ein sehr regelmäßiger Rundling mit Torscheunen um den Dorfplatz herum. Während des 19. Jh. erfolgte wegen der feuchten Lage eine Verlagerung der Siedlung auf ein höheres Geländeniveau. Nur der Hof Nr. 2 (im Bild: die Torscheune) verblieb am alten Standort. Die Hofanlage besteht aus einem Vierständerhallenhaus, zwei Fachwerkscheunen und einem massiven Stallgebäude. Alle Bauten stammen aus dem 19. Jahrhundert und stehen auf einer rundlingstypischen sektorförmigen Hofparzelle. | 30828738 |      |

### Einzeldenkmal in Göhr
| Lage                               | Bezeichnung              | Beschreibung | ID       | Bild |
| ---------------------------------- | ------------------------ | --- | -------- | ---- |
| Nr. 2 52° 53′ 58″ N, 10° 52′ 38″ O | Wohn-/Wirtschaftsgebäude | Vierständerhaus in Fachwerk mit Backsteinausfachung unter Satteldach; Wohnende mehrfach erweitert. Errichtet Anfang des 19. Jahrhunderts.                 | 30881084 | BW   |
| Nr. 2 52° 53′ 58″ N, 10° 52′ 40″ O | Torgebäude               | Traufständiges Fachwerkgebäude mit Backsteinausfachung unter hohlpfannengedecktem Satteldach. Errichtet in der ersten Hälfte des 19. Jahrhunderts.        | 36434744 | BW   |
| Nr. 2 52° 53′ 58″ N, 10° 52′ 38″ O | Stall                    | Entlang der Grundstücksgrenze liegender langgestreckter Bau, massiv aus Backstein unter Satteldach. Errichtet in der zweiten Hälfte des 19. Jahrhunderts. | 36434826 | BW   |
| Nr. 2 52° 53′ 58″ N, 10° 52′ 36″ O | Scheune                  | Längsdurchfahrtsscheune in Fachwerk mit Backsteinausfachung. Unter Satteldach. Ausmittige Längseinfahrt. Errichtet im 19. Jahrhundert.                    | 36434856 | BW   |

## Harpe

### Gruppe baulicher Anlagen in Harpe
| Lage                               | Bezeichnung        | Beschreibung | ID       | Bild |
| ---------------------------------- | ------------------ | --- | -------- | ---- |
| Nr. 4 52° 51′ 24″ N, 10° 53′ 40″ O | Harper Wassermühle | Die Harper Wassermühle besteht aus dem Mühlengebäude und vier um einen Wirtschaftshof gruppierten Wirtschaftsgebäuden. Die Technik der Mühle ist erhalten, der zugehörige Stau und Mühlenteich sind integrale Bestandteile der Anlage. | 30828748 |      |
| Nr. 1 52° 51′ 10″ N, 10° 53′ 4″ O  | Hofanlage          | Die Hofanlage Harpe Nr. 1 besteht aus einem Wohn-/Wirtschaftsgebäude von 1840 und einem etwa gleich alten Backhaus im hinteren Bereich des Grundstücks.                                                                                | 36435362 | BW   |

### Einzeldenkmal in Harpe
| Lage                               | Bezeichnung        | Beschreibung | ID       | Bild |
| ---------------------------------- | ------------------ | --- | -------- | ---- |
| Nr. 1 52° 51′ 10″ N, 10° 53′ 5″ O  | Wirtschaftsgebäude | Giebelständiges Vierständerhaus in Fachwerk mit Backsteinausfachung und unter Satteldach in unterschiedlichen Deckungen; Halbwalm am Wohnende. Errichtet 1840 (i). | 30881065 | BW   |
| Nr. 1 52° 51′ 11″ N, 10° 53′ 6″ O  | Backhaus           | Eingeschossiger Bau; teilweise in Feldsteinmauerwerk; Satteldach in Ziegeldeckung. Teilmassiv. Errichtet in der Mitte des 19. Jahrhunderts.                        | 30881176 | BW   |
| Nr. 4 52° 51′ 25″ N, 10° 53′ 41″ O | Wirtschaftsgebäude | Den Wirtschaftshof nach Norden abschließendes Fachwerkgebäude mit Backsteinausfachung, unter ziegelgedecktem Satteldach. Errichtet im 19. Jahrhundert.             | 36441234 | BW   |
| Nr. 4 52° 51′ 24″ N, 10° 53′ 42″ O | Wirtschaftsgebäude | Den Wirtschaftshof im Osten begrenzendes Wirtschaftsgebäude. Errichtet wohl im 19. Jahrhundert.                                                                    | 36441283 | BW   |
| Nr. 4 52° 51′ 24″ N, 10° 53′ 42″ O | Wirtschaftsgebäude | Den Wirtschaftshof im Südosten begrenzendes Wirtschaftsgebäude. Errichtet wohl im 19. Jahrhundert.                                                                 | 36441306 | BW   |
| Nr. 4 52° 51′ 24″ N, 10° 53′ 40″ O | Mühlengebäude      | Zweigeschossiger Fachwerkbau mit Backsteinausfachung, unter Satteldach; Inneneinrichtung vollständig erhalten. Errichtet 1767 (i).                                 | 30880987 | BW   |
| Nr. 4 52° 51′ 25″ N, 10° 53′ 39″ O | Wirtschaftsgebäude | Den Wirtschaftshof nach Westen abschließendes Backsteingebäude unter Satteldach. Errichtet im 19. Jahrhundert.                                                     | 36441169 | BW   |

## Kreyenhagen

### Einzeldenkmal in Kreyenhagen
| Lage                                               | Bezeichnung                                    | Beschreibung | ID       | Bild |
| -------------------------------------------------- | ---------------------------------------------- | --- | -------- | ---- |
| Einzellage an der B 71 52° 55′ 17″ N, 10° 52′ 8″ O | Forsthaus Neu Kreyenhagen, ehemaliges Krughaus | Fachwerkbau mit Backsteinausfachung unter Halbwalmdach in Ziegeldeckung. Errichtet als "Krughaus Neu Kreyenhagen" um 1850. | 30880969 |      |

## Leisten

### Einzeldenkmal in Leisten
| Lage                               | Bezeichnung             | Beschreibung                                                                                              | ID       | Bild |
| ---------------------------------- | ----------------------- | --- | -------- | ---- |
| Nr. 8 52° 52′ 42″ N, 10° 54′ 10″ O | Wohn-Wirtschaftsgebäude | Vierständerhaus mit Vorschauer; Ausfachungen in Backsteinmauerwerk; unter Satteldach. Errichtet 1840 (i). | 30880951 | BW   |

## Oldendorf

### Gruppe baulicher Anlagen in Oldendorf
| Lage                                             | Bezeichnung                             | Beschreibung | ID       | Bild           |
| ------------------------------------------------ | --------------------------------------- | --- | -------- | -------------- |
| Oldendorfer Mühle 1 52° 53′ 48″ N, 10° 54′ 28″ O | Wassermühle mit Wirtschaftshof und Stau | Die ehemalige Oldendorfer Wassermühle wurde bis 1961 betrieben. Sie besteht heute aus dem Mühlengebäude von 1895 und dem direkt daran anschließenden Wohnhaus sowie zwei Remisen aus dem frühen 17. und dem frühen 19. Jahrhundert und einem Stallgebäude aus der Zeit um 1900. Zum Ensemble gehört der Mühlenteich mit Stau, die historische Feldsteinpflasterung der Wirtschaftshöfe und das teilweise erhaltene Mühleninventar. | 30828759 | Weitere Bilder |

### Einzeldenkmal in Oldendorf
| Lage                               | Bezeichnung   | Beschreibung | ID       | Bild |
| ---------------------------------- | ------------- | --- | -------- | ---- |
| Nr. 1 52° 53′ 48″ N, 10° 54′ 26″ O | Remise        | Wandständerbau mit Backsteinausfachung. Nordwestliche Traufseite in Lehmstakung. Satteldach mit Krempziegeleindeckung. Hofseitig vier Einfahrtstore. Errichtet 1813 (i). | 36495828 | BW   |
| Nr. 1 52° 53′ 48″ N, 10° 54′ 26″ O | Remise        | Wandständerbau mit Hochrähmzimmerung, durchgehälsten Ankerbalken und Zapfenschloss; mit Backsteinausfachung; Satteldach mit Krempziegeleindeckung. Hofseitig vier Toreinfahrten. Errichtet 1616 (i). | 36495912 | BW   |
| Nr. 1 52° 53′ 48″ N, 10° 54′ 28″ O | Mühlengebäude | Zweigeschossiger Fachwerkbau mit Backsteinausfachung; über winkelförmigem Grundriss; Mühlenflügel nach Süden zum Wasserlauf; Wohnflügel zum rückwärtigen Hof giebelständig; Satteldach in Schieferdeckung; Windenerker in der südwestlichen Dachfläche. Errichtet 1895 (i), Wohnteil etwas jünger. Errichtet 1616 (i). | 30880933 |      |
| Nr. 1 52° 53′ 48″ N, 10° 54′ 29″ O | Stall         | L-förmiger Backsteinbau mit Drempel unter ziegelgedecktem Satteldach. Errichtet um 1900. | 30880915 | BW   |

## Proitze

### Gruppe baulicher Anlagen in Proitze
| Lage                               | Bezeichnung                                       | Beschreibung | ID       | Bild           |
| ---------------------------------- | ------------------------------------------------- | --- | -------- | -------------- |
| Nr. 3 52° 53′ 30″ N, 10° 50′ 48″ O | Wassermühle mit Wirtschaftshof, Stau und Tanzsaal | Die Proitzer Wassermühle besteht heute nur noch aus dem ehemaligen Mühlengebäude sowie einem Anfang des 20. Jahrhunderts gebauten Tanzsaal. | 30828770 | Weitere Bilder |

### Einzeldenkmal in Proitze
| Lage                               | Bezeichnung | Beschreibung | ID       | Bild |
| ---------------------------------- | ----------- | --- | -------- | ---- |
| Nr. 3 52° 53′ 30″ N, 10° 50′ 48″ O | Mühlenhaus  | Langgestreckter, zweigeschossiger Fachwerkbau mit Backsteinausfachung unter Satteldach in Zementplattendeckung; Windenerker mit Ladeluke ausmittig links in der südlichen Dachfläche. Errichtet Ende des 19. Jahrhunderts. | 30880878 | BW   |
| Nr. 3 52° 53′ 30″ N, 10° 50′ 49″ O | Saal        | Schlichter Saalbau in Backsteinmauerwerk unter flach geneigtem Satteldach. Errichtet Anfang des 20. Jahrhunderts. | 30880821 | BW   |

## Schäpingen

### Gruppe baulicher Anlagen in Schäpingen
| Lage                                   | Bezeichnung                          | Beschreibung | ID       | Bild           |
| -------------------------------------- | ------------------------------------ | --- | -------- | -------------- |
| Ortsmitte 52° 51′ 54″ N, 10° 50′ 23″ O | Kapelle mit Kirchhof und Einfriedung | Die mittelalterliche Feldsteinkapelle von Schäpingen hatte ursprünglich einen Westturm, von dem nur noch ein niedriges Rudiment vorhanden ist. | 30828781 | Weitere Bilder |

### Einzeldenkmal in Schäpingen
| Lage                                   | Bezeichnung             | Beschreibung | ID       | Bild           |
| -------------------------------------- | ----------------------- | --- | -------- | -------------- |
| Ortsmitte 52° 51′ 54″ N, 10° 50′ 23″ O | Kapelle                 | Schlichter Saalbau in Feldsteinmauerwerk und unter Halbwalmdach in Hohlpfannendeckung; an der Westseite Mauerwerksreste des ehemaligen Turms. An der Ostseite ein gotisches Portal. Im Innern teilweise wieder freigelegte mittelalterliche Ausmalung. Errichtet im 14. Jahrhundert. | 30880761 | Weitere Bilder |
| Ortsmitte 52° 51′ 54″ N, 10° 50′ 23″ O | Kirchhof                | Der Kirchhof umgibt die Kapelle von Schäpingen. | 30880742 | BW             |
| Nr. 10 52° 51′ 54″ N, 10° 50′ 25″ O    | Wohn-Wirtschaftsgebäude | Kleines Vierständerhaus in Fachwerk mit Backsteinausfachung; neuzeitliche stark dekorative Ausfachung beidseitig des Dielentores; Halbwalmdach beidseitig des Dielentores. Errichtet 1782 (i).                                                                                       | 30880782 | BW             |

## Solkau

### Gruppe baulicher Anlagen in Solkau
| Lage                               | Bezeichnung | Beschreibung | ID       | Bild |
| ---------------------------------- | ----------- | --- | -------- | ---- |
| Nr. 3 52° 54′ 36″ N, 10° 50′ 23″ O | Hofanlage   | Die Hofanlage Nr. 3 besteht aus einer großen sektorförmigen Parzelle, auf der sich ein leicht zurückgesetztes giebelständiges Hallenhaus und eine Scheune des 19. Jahrhunderts erhalten haben. Im Bereich des Hallenhauses gibt es teilweise Findlingspflasterung, Hofflächen ansonsten grasbewachsen. | 30828792 | BW   |

### Einzeldenkmal in Solkau
| Lage                               | Bezeichnung             | Beschreibung | ID       | Bild |
| ---------------------------------- | ----------------------- | --- | -------- | ---- |
| Nr. 3 52° 54′ 37″ N, 10° 50′ 23″ O | Wohn-Wirtschaftsgebäude | Leicht zurückgesetztes giebelständiges Vierständerhaus in Fachwerk mit Backsteinausfachung unter Satteldach mit Halbwalm am Wohngiebel. Wirtschaftsgiebel in Gitterfachwerk mit durchlaufendem Raster; profilierte Kehl- und Hauptbalken. Errichtet 1833 (i). | 30880507 | BW   |
| Nr. 3 52° 54′ 34″ N, 10° 50′ 24″ O | Scheune                 | Eingeschossiger Fachwerkbau mit Backsteinausfachungen unter Satteldach. Im Südwesten eine Kübbung, ausmittige Durchfahrt. Errichtet Anfang des 19. Jahrhunderts.                                                                                              | 36307168 | BW   |

## Thune

### Einzeldenkmal in Thune
| Lage                                   | Bezeichnung | Beschreibung | ID       | Bild           |
| -------------------------------------- | ----------- | --- | -------- | -------------- |
| Ortsmitte 52° 51′ 21″ N, 10° 54′ 44″ O | Kapelle     | Schlichter Saalbau in Feldsteinmauerwerk und unter Walmdach in Hohlpfannendeckung. Flachbogige Tür in spitzbogiger Blendnische an der südlichen Längsseite; hochliegende Fensteröffnungen mit Backsteinlaibungen. Innen flache Holzbalkendecke. Errichtet im 14. Jahrhundert. | 30880486 | Weitere Bilder |
| Ortsmitte 52° 51′ 21″ N, 10° 54′ 44″ O | Grünanlage  | Die Feldsteinkapelle von Thune (Schnega) wird umgeben von einer Grünfläche, auf der sich mehrere alte Eichen befinden. | 30880486 | BW             |

## Winterweyhe

### Gruppe baulicher Anlagen in Winterweyhe
| Lage                               | Bezeichnung | Beschreibung | ID       | Bild |
| ---------------------------------- | ----------- | --- | -------- | ---- |
| Nr. 2 52° 54′ 58″ N, 10° 53′ 59″ O | Hofanlage   | Die Hofanlage Winterweyhe Nr. 2 besteht aus einem traditionellen Vierständer-Hallenhaus von 1800 und einem großen Schafstall von 1751. | 30880486 | BW   |

### Einzeldenkmal in Winterweyhe
| Lage                               | Bezeichnung              | Beschreibung | ID       | Bild |
| ---------------------------------- | ------------------------ | --- | -------- | ---- |
| Nr. 2 52° 54′ 57″ N, 10° 53′ 59″ O | Wohn-Wirtschaftsgebäude  | Vierständerhaus in Fachwerk mit Backsteinausfachung; unter Satteldach; Halbwalm mit Uhlenloch am Wohngiebel. Wirtschaftsgiebel in Gitterfachwerk. Traufe des Wirtschaftsteils massiv erneuert. Errichtet 1800 (i).                                    | 30880468 | BW   |
| Nr. 2 52° 54′ 58″ N, 10° 53′ 58″ O | Schafstall               | Fachwerkbau mit Backsteinausfachung; Lehmstakung an der östlichen Giebelseite; zwei Tore in der nördlichen Traufseite; Satteldach in Falzblechdeckung; Halbwalm an der Ost- und Vollwalm an der Westseite; jeweils mit Uhlenloch. Errichtet 1751 (i). | 30880450 | BW   |
| Nr. 4 52° 55′ 1″ N, 10° 53′ 59″ O  | Wohn-/Wirtschaftsgebäude | Vierständerhaus in Fachwerk mit Backsteinausfachung und unter Satteldach in Krempziegeldeckung. Wirtschaftsgiebel in Gitterfachwerk. Errichtet 1873 (i).                                                                                              | 30880432 | BW   |